# Praga Alfa
 (décembre 2024).
La mise en forme du texte ne suit pas les recommandations de Wikipédia : il faut le « wikifier ».
Les points d'amélioration suivants sont les cas les plus fréquents :
- Les titres sont pré-formatés par le logiciel. Ils ne sont ni en capitales, ni en gras.
- Le texte ne doit pas être écrit en capitales (les noms de famille non plus), ni en gras, ni en italique, ni en « petit »…
- Le gras n'est utilisé que pour surligner le titre de l'article dans l'introduction, une seule fois.
- L'italique est rarement utilisé : mots en langue étrangère, titres d'œuvres, noms de bateaux, etc.
- Les citations ne sont pas en italique mais en corps de texte normal. Elles sont entourées par des guillemets français : « et ».
- Les listes à puces sont à éviter, des paragraphes rédigés étant largement préférés. Les tableaux sont à réserver à la présentation de données structurées (résultats, etc.).
- Les appels de note de bas de page (petits chiffres en exposant, introduits par l'outil «  Source ») sont à placer entre la fin de phrase et le point final[comme ça].
- Les liens internes (vers d'autres articles de Wikipédia) sont à choisir avec parcimonie. Créez des liens vers des articles approfondissant le sujet. Les termes génériques sans rapport avec le sujet sont à éviter, ainsi que les répétitions de liens vers un même terme.
- Les liens externes sont à placer uniquement dans une section « Liens externes », à la fin de l'article. Ces liens sont à choisir avec parcimonie suivant les règles définies. Si un lien sert de source à l'article, son insertion dans le texte est à faire par les notes de bas de page.
- La présentation des références doit suivre les conventions bibliographiques. Il est recommandé d'utiliser les modèles {{Ouvrage}}, {{Chapitre}}, {{Article}}, {{Lien web}} et/ou {{Bibliographie}}. Le mode d'édition visuel peut mettre en forme automatiquement les références.
- Insérer une infobox (cadre d'informations à droite) n'est pas obligatoire pour parachever la mise en page.

Pour une aide détaillée, merci de consulter Aide:Wikification.
Si vous pensez que ces points ont été résolus, vous pouvez retirer ce bandeau et améliorer la mise en forme d'un autre article.
 (décembre 2024).
 (décembre 2024).
L'Alfa fut le troisième modèle de voiture de tourisme lancé par le constructeur tchèque Praga. Elle vint compléter en 1913 son catalogue par un véhicule d'entrée de gamme moins onéreux que la Mignon et la Grand qui l'avaient précédée. Elle s'avéra robuste et fiable avec un bon niveau de confort tout en restant accessible aux classes moyennes. Son succès commercial fut immédiat et, malgré les années de guerre, se prolongea sur trois décennies.

## Historique
La conception de l'Alfa fut supervisée par l'ingénieur František Kec. Elle privilégiait des solutions éprouvées et économiques avec un châssis de 2,65 m d'empattement pouvant accueillir un moteur de 1 130 cm3 et une carrosserie double-phaéton de 4 places pour un poids de 750 kg.   
Le lancement fut un succès complet, les 50 modèles produits dans l'année ayant été vendus. Mais le déclenchement de la Première Guerre mondiale stoppa net la production qui ne reprit qu'en 1922 (série 3) avec un moteur porté à 1 244 cm3 puis 1 328 cm3 et une boîte équipée de 4 rapports.
En septembre 1927 fut lancée avec la série 13 une nouvelle génération qui recevait un moteur 6 cylindres en ligne de 1 498 cm3. Cette montée en gamme aida sans doute le modèle à traverser les premières années de la crise économique de 29, les clients se rabattant sur ce type de petite limousine en place des Mignon et Grand désormais inaccessibles.
A noter que l’adoption de ce 6 cylindres ne se fit pas sans réticences dans les rangs de la direction et de certains actionnaires. C’est pourquoi les deux versions 4 et 6 cylindres furent commercialisées simultanément, avant que le 4 cylindres fût définitivement abandonné en 1928.

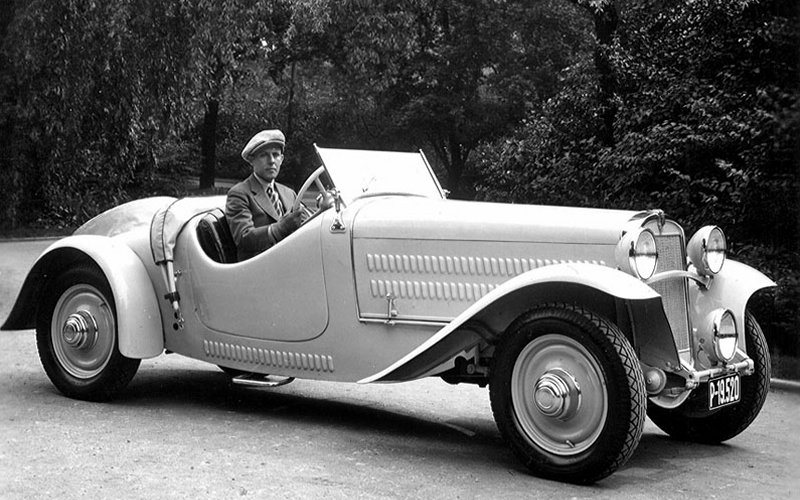
Petr Mucha au volant de la Praga Alfa qui remporta les 1000 miles de Tchécoslovaquie en 1933

En 1929 apparut la quatrième génération de la Praga Alfa. La cylindrée était portée à 1 795 cm3 ce qui autorisait une conduite un peu plus sportive. C’est ainsi que l'Alfa, conduite par Petr Mucha, remporta en 1933 la course des « 1000 miles de la Tchécoslovaquie » à la vitesse moyenne de 84 km/h. Par ailleurs, une version pickup dite « Normandie » fut lancée en 1930 qui rencontra un beau succès auprès des artisans et des petits entrepreneurs. Mais la crise économique eut bientôt raison de l'Alfa dont la production fut stoppée en 1933. 
4 ans plus tard, en octobre 1937, apparut un modèle entièrement renouvelé dont le moteur avait été porté à 2 492 cm3. Petite révolution : elle adoptait pour la première fois une carrosserie ponton, lui donnant un aspect beaucoup plus moderne. Parmi les équipements nouveaux, on relevait des vitres de sécurité, un autoradio Motorola et un système de chauffage perfectionné.
L'Alfa continua à être produite jusqu'en 1939 et le déclenchement de la guerre. Placée sous tutelle allemande pendant l'occupation nazie, l'usine assembla le modèle jusqu’en 1941, et encore des châssis en 1942 avant d’arrêter toute production automobile.
Imaginée à l'origine comme une voiture populaire, l'Alfa n'offrit jamais l'équivalent de la Ford T, par exemple, dont le prix de vente - toutes choses égales par ailleurs - était quatre à cinq fois inférieur. Ce segment fut occupé à partir de 1924 par la Piccolo, tandis que l’Alfa ne cessa de monter en gamme au fil des années pour s'adresser préférentiellement aux classes moyennes et aux classes moyennes supérieures. Cela ne l’empêcha pas, en termes de vente, d’être l'un des plus gros succès de la marque dans la catégorie des véhicules de tourisme.
La production totale est estimée à 9 257 unités produites.

## Caractéristiques techniques

### Séries à moteur 4 cylindres

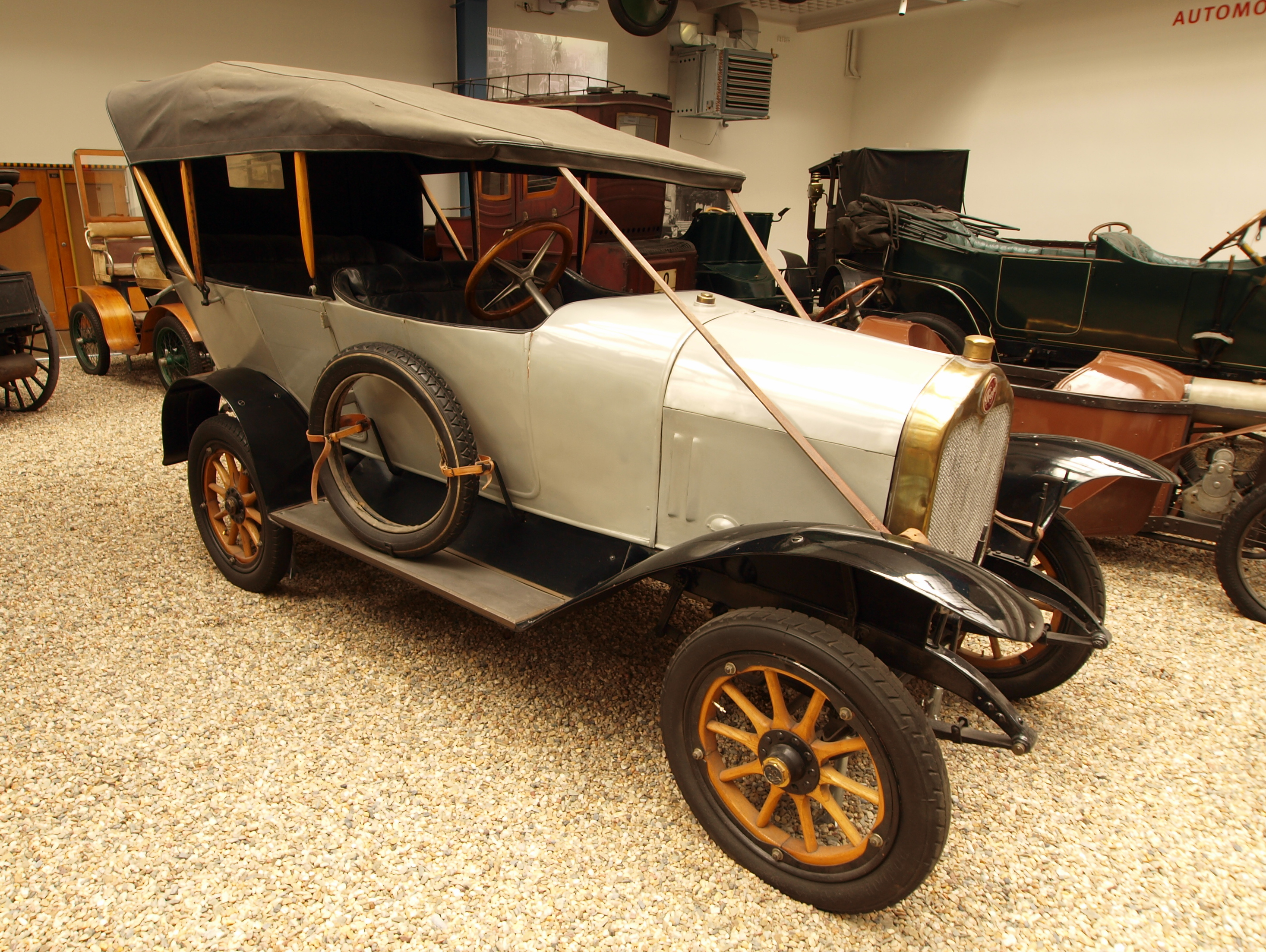
Première version de l'Alfa (1913)

La série 1 lancée en 1913 était tout ce qu'il y avait de plus traditionnel. Le châssis avait un empattement de 2,65 m, avec des voies avant et arrière de 1,10 m. Le moteur monté à l'avant était un 4 cylindres en ligne à 2 soupapes latérales d'une cylindrée de 1 130 cm3 (alésage-course : 60 x 100 mm) pour une puissance de 15 ch à 2 000 tr/min, entraînant une propulsion arrière munie d'une boîte à 3 rapports. Il était alimenté par un carburateur Praga. L'Alfa possédait des suspensions à essieux rigides à lames longitudinales et des freins à tambours, uniquement à l'arrière. Le réservoir monté à l'avant avait une contenance de 40 L. Son poids était de 760 kg. Elle pouvait atteindre 55 km/h pour une consommation de 10 litres aux 100 kilomètres. La carrosserie standard était un phaéton quatre places à trois portes qui faisait 3,55 m de long et 1,40 m de large.   
Après l'interruption due aux années de guerre, la production reprit en 1923 avec une version quasiment identique. La course du moteur fut augmentée à 110 mm, portant la cylindrée à 1 244 cm3. Le moteur, alimenté désormais par un carburateur Zénith 26 HAK, délivrait 19 ch à 2 400 tr/min. Les dimensions et le poids étaient également augmentés : 3,80 m de long pour un poids à vide de 970 kg. La vitesse maximale était donnée pour 70 km/h.

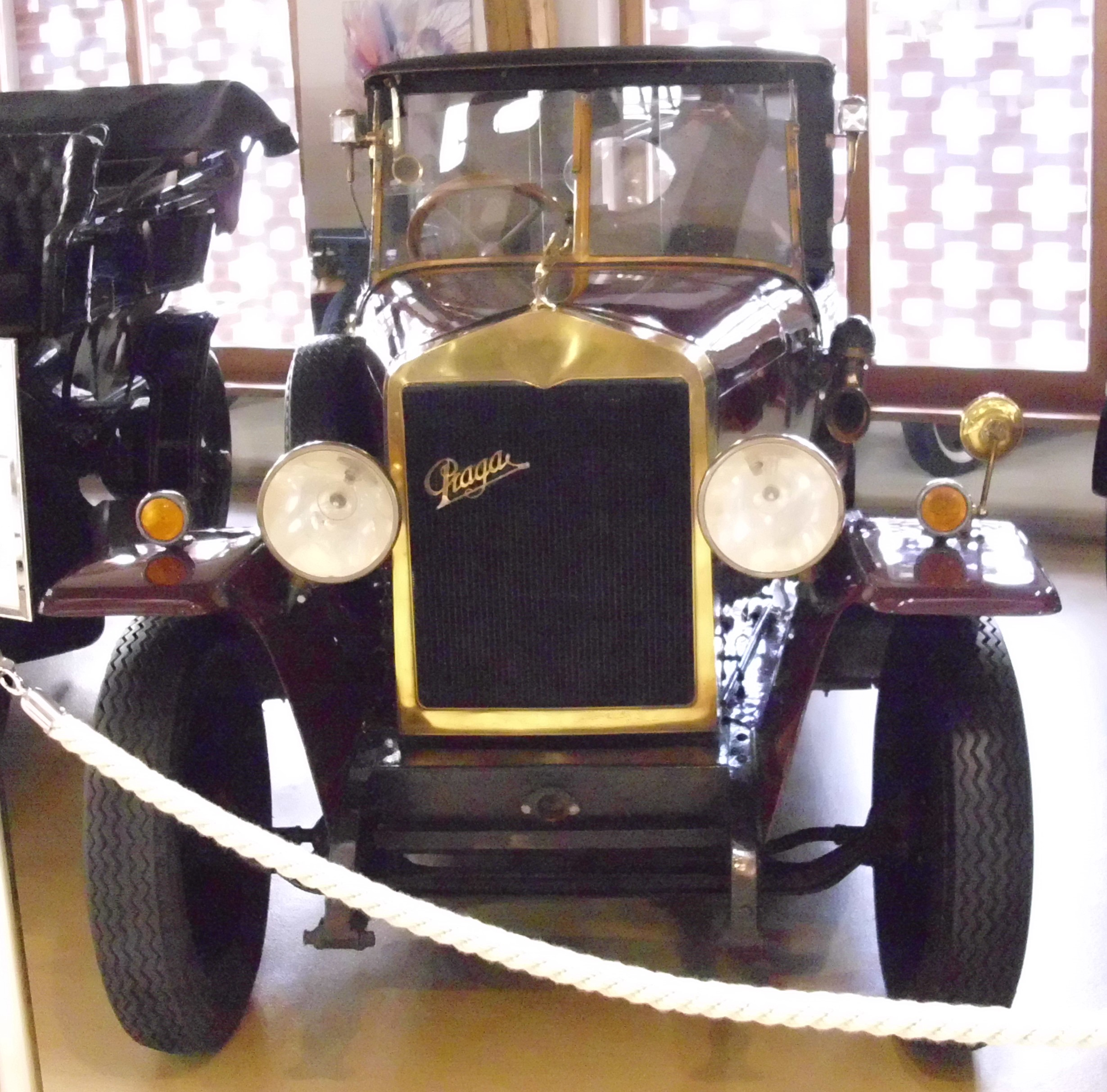
Une Alfa de 1925 carrossée en coupé de ville

Il fallut attendre 1925 pour que des nouveautés significatives apparussent, avec notamment l'adjonction de freins à l'avant. L'année suivante, l’alésage fut porté à 62 mm pour une cylindrée de 1 328 cm3 et une puissance de 21 ch. La consommation était de 10,5 litres d’essence et 0,3 litre d’huile aux 100 km. Symboliquement, le traditionnel escargot du radiateur fut remplacé par le Génie de l'Automobile, mascotte qui avait été créée pour le modèle le plus prestigieux de la marque, la Grand.

### Séries à moteur 6 cylindres
1927 vit une évolution notable avec l'adoption d'un nouveau moteur. Il s'agissait d'un 6 cylindres en ligne de 1 496 cm3 (alésage-course : 60 x 88 mm) à soupapes latérales équipé d'une culasse type Ricardo. Alimenté par deux carburateurs Zénith 26 HAK, il développait 25 ch à 3 000 tr/min pour une consommation de 12,5 litres d’essence aux 100 km. La voiture gagna en volume avec un empattement augmenté à 2,9 m. Deux carrosseries étaient proposées : une torpédo à 4 portes de 4,10 m de long et 1,53 de large pour un poids de 1150 kg. Et une berline à 4 portes, 6 vitres et 7 places dont le poids atteignait 1250 kg. L'Alfa pouvait atteindre les 75 km/h. Son prix était compris entre 64 000 et 74 000 couronnes tchèques.   

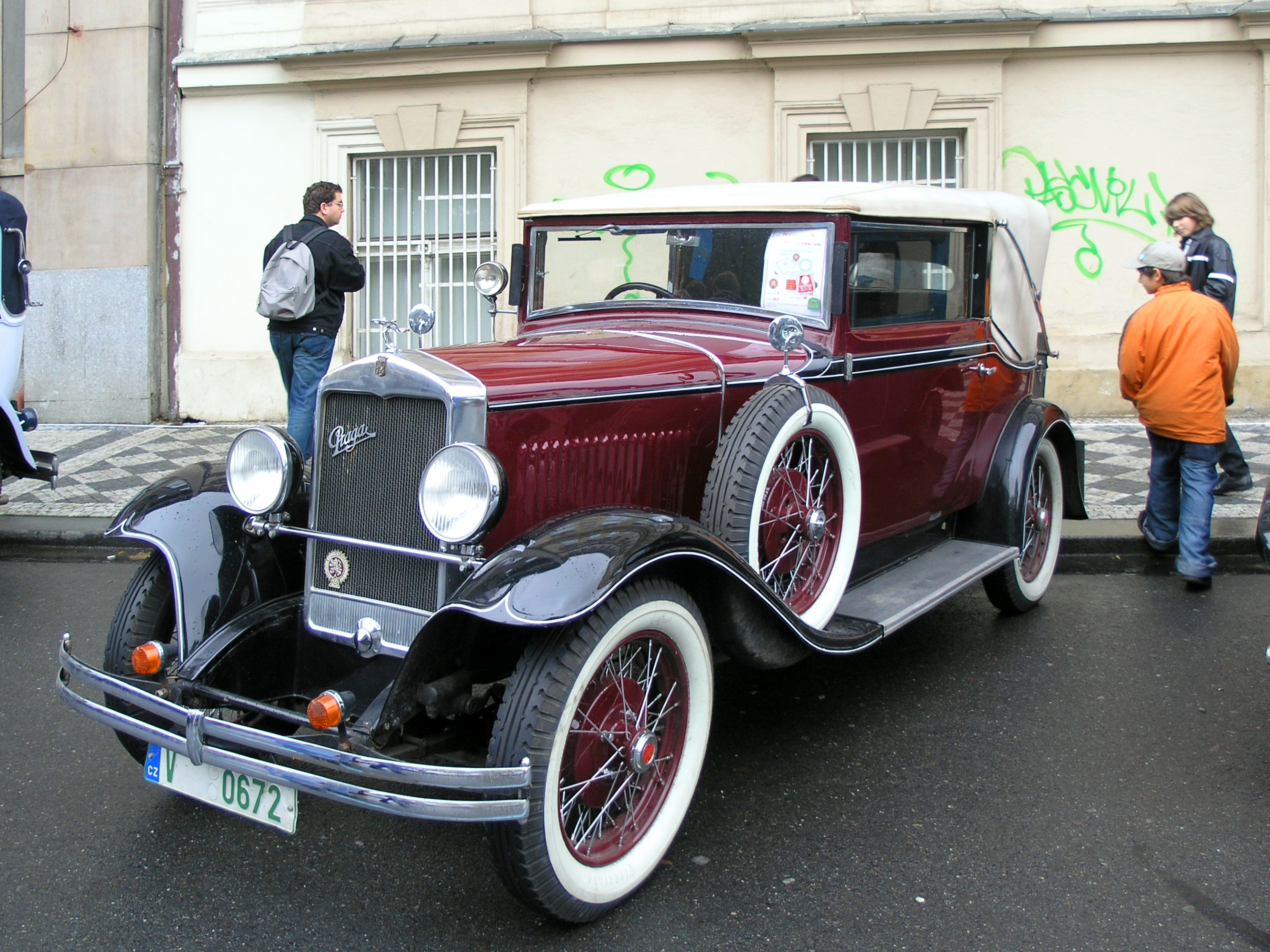
Une Alfa de 1930

En 1929 avec la série 17 fut proposée une version avec un moteur à la cylindrée augmentée à 1 792 cm3 (alésage-course : 65 × 90 mm) développant 36 ch à 3 300 tr/min. Il était équipé d’un carburateur Zénith 30 LTS ou Solex 30 UVAGF. La consommation était de 12–14 litres d’essence aux 100 km. Cette puissance fut portée à 38 ch dans la version de 1932. La vitesse atteignait 90 km/h. Les dimensions étaient de 4,45 m de long et de 1,60 m de large pour un poids de 1320 kg.
En 1933, une nouvelle version apparut mais qui resta à l'état de prototype, la crise économique empêchant la production en série.

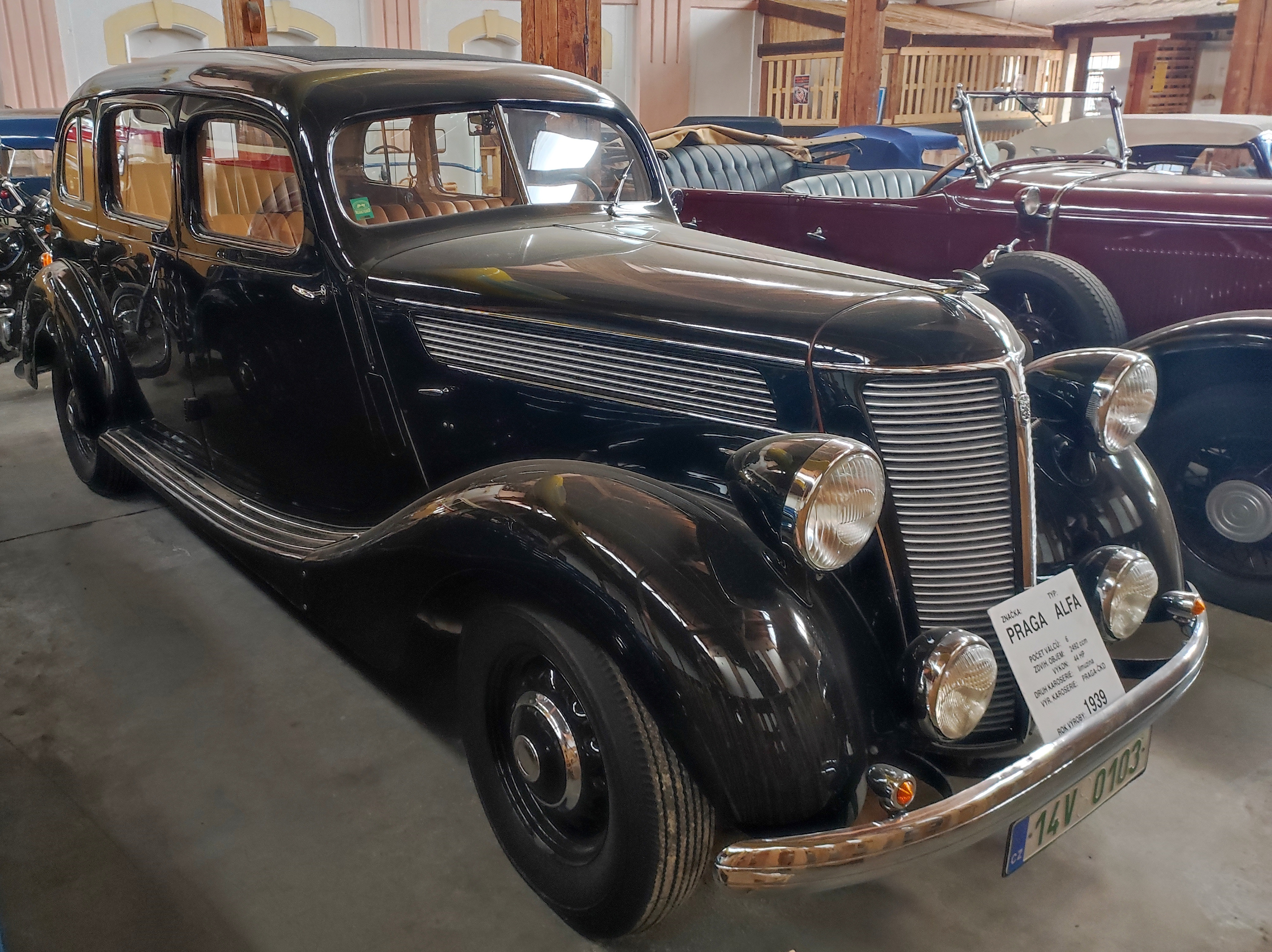
Une Alfa de la série 24 (1939) avec sa nouvelle carrosserie type ponton

La fabrication interrompue ne reprit qu'en 1937 avec la série 23 qui présentait une ligne totalement nouvelle. Le châssis d'un empattement de 3,25 m accueillait désormais une carrosserie de type ponton d'une longueur de 5,20 m et une largeur de 1,66 m pour un poids de 1620 kg. Avec un alésage-course de 75 × 94 mm, la cylindrée était désormais de 2 492 cm3 pour une puissance de 52 ch à 3 500 tr/min et une consommation de 16 litres aux 100 km. L’alimentation était assurée par un carburateur Solex. Curieusement, le nombre de rapports avait été ramené à trois. Le modèle fut produit jusqu'en 1939 et sous l'occupation nazie pendant quelques années à des fins militaires et à destination des armées de l’Axe.

## Modèles
Séries 1 et 2 (1913) - Moteur 4 cylindres de 1 130 cm3 (15 ch à 2 000 tr/min) - 52 unités produites (Prix : 9 300 couronnes autrichiennes)
Séries 3 à 11 (1922-1925) : Moteur 4 cylindres de 1 244 cm3 (18 ch à 2 400 tr/min) - 2600 unités produites (Prix : de 49 000 à 62 000 couronnes tchécoslovaques)
Série 12 (1926-1928) : Moteur 4 cylindres de 1 328 cm3 (21 ch à 2 500 tr/min - (Prix : de 54 000 à 72 000 couronnes tchécoslovaques)
Séries 13 à 16 (1927-1929) : Moteur 6 cylindres de 1 493 cm3 (25 ch à 3 000 tr/min) - 2000 unités produites (Prix: 64000 à 74 000 couronnes) 
Séries 17 à 21: (1929 et 1932) : Moteur 6 cylindres de 1 792 cm3 (36 ch à 3 300 tr/min) - 2000/2500 unités produites (Prix : 64 000 couronnes) 
Série 22 (1933) : Moteur de 6 cylindres de 1 792 cm3 (42 ch) - quelques unités produites
Séries 23 à 24 (1937-1939) : Moteur de 6 cylindres de 1 792 cm3 (42 ch) - 205 unités produites, plus 100 châssis en 1942 (Prix : 69 000 couronnes)
De 1914 à 1919, la marque Rába, à Győr, aurait produit sous licence 12 exemplaires du modèle Alfa.

Photographies d’époque de Praga Alfa
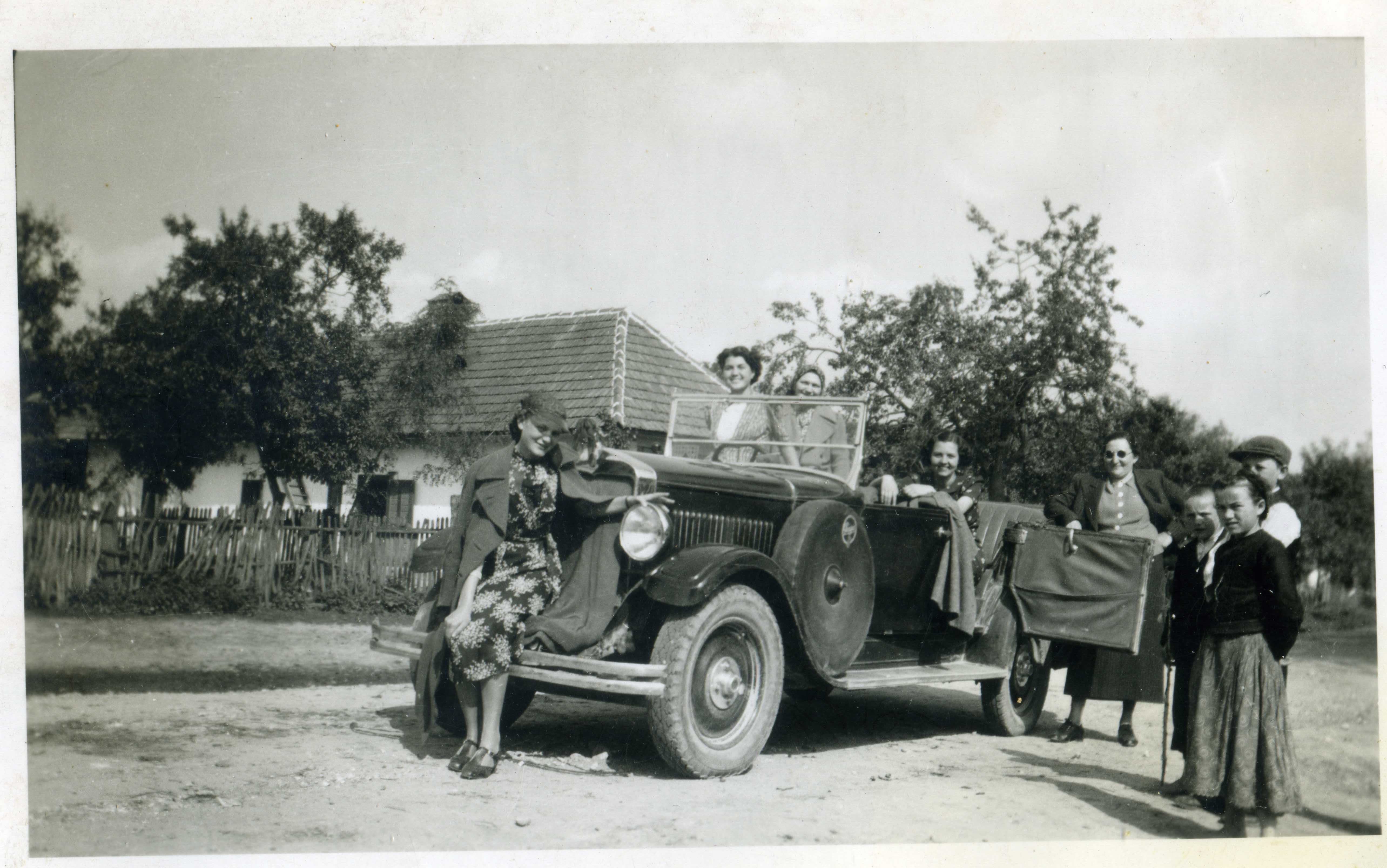
Photo non datée.
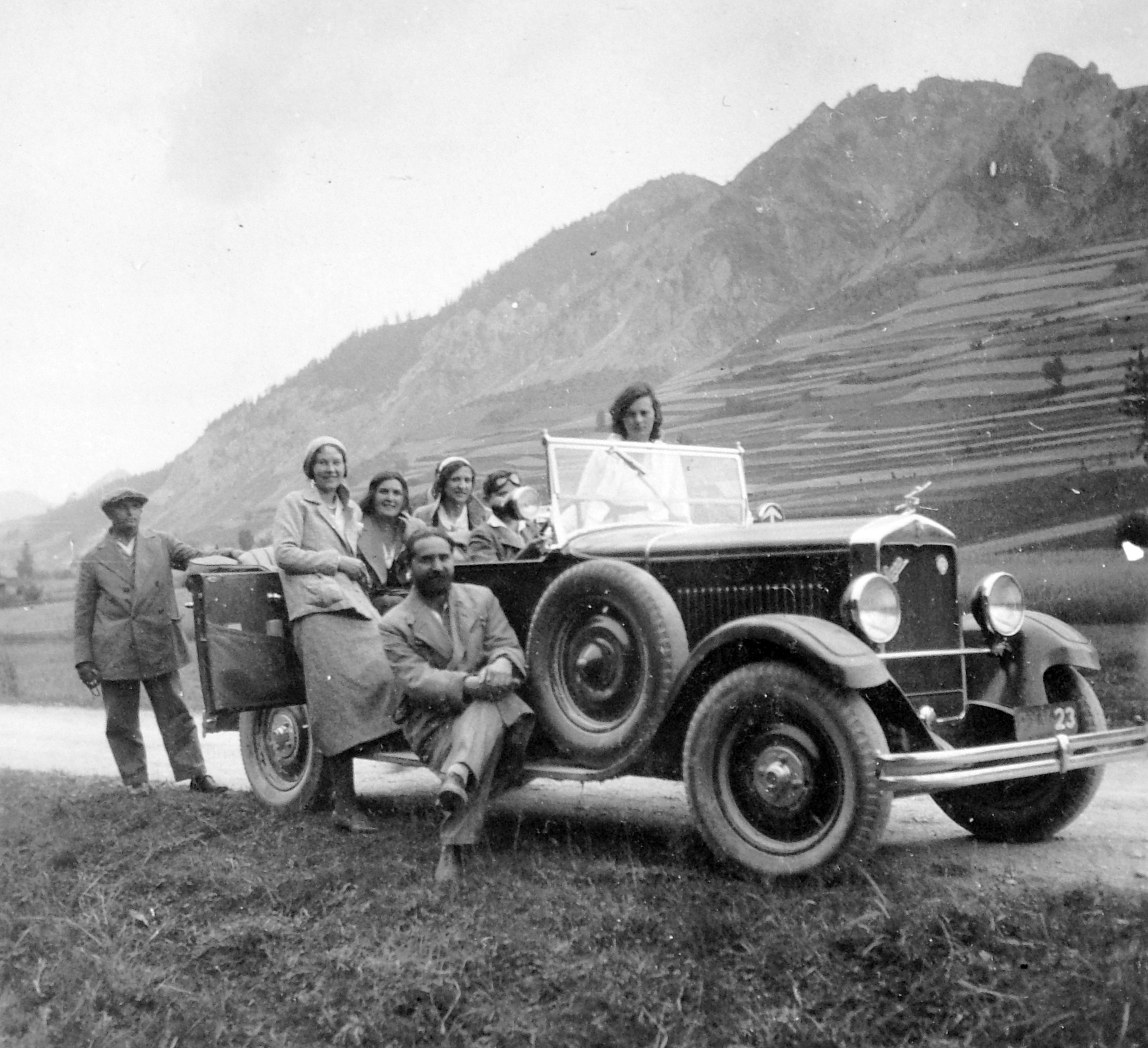
Photo non datée.
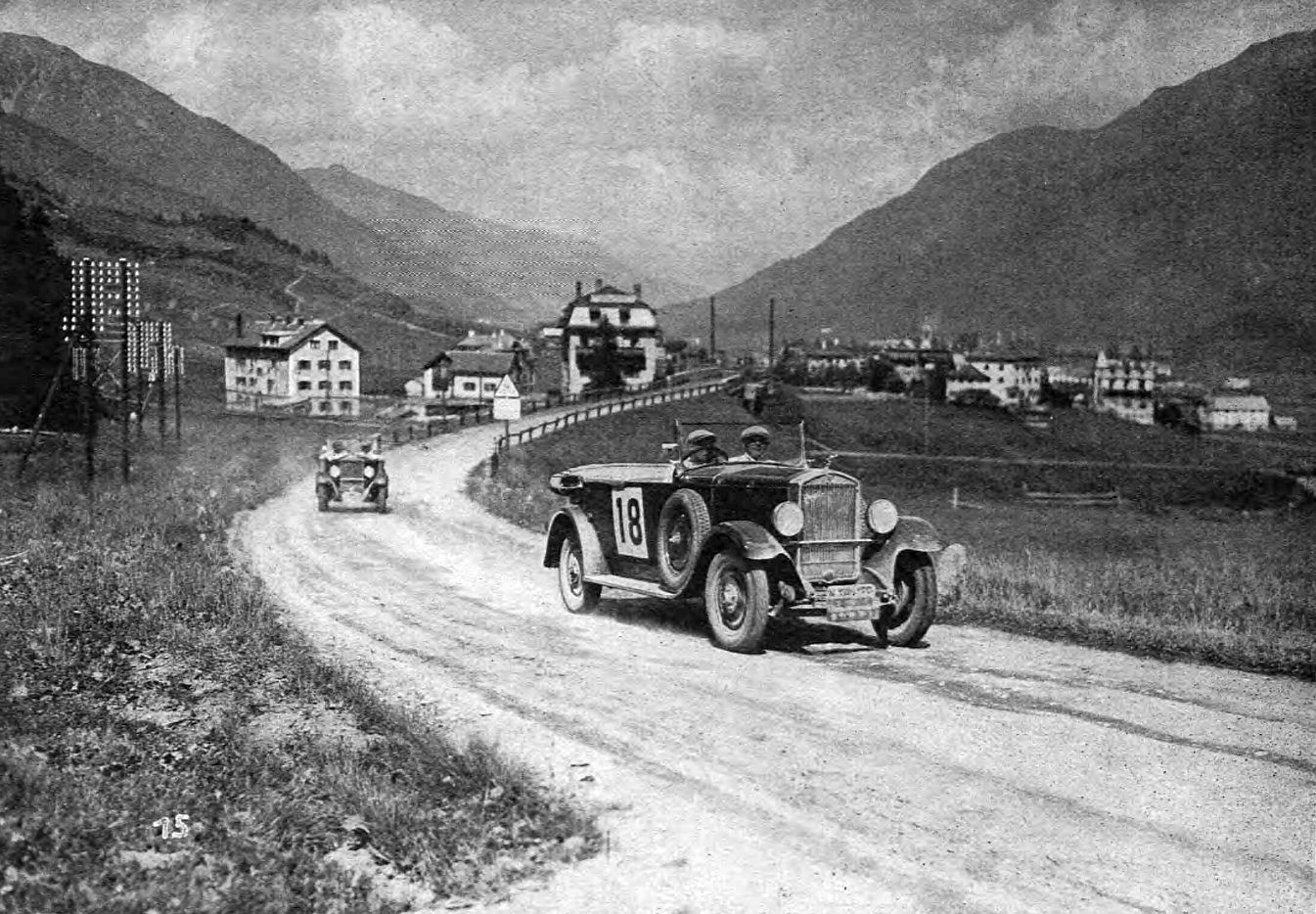
Petr Mucha dans une course de côtes à Saint-Moritz en 1931.
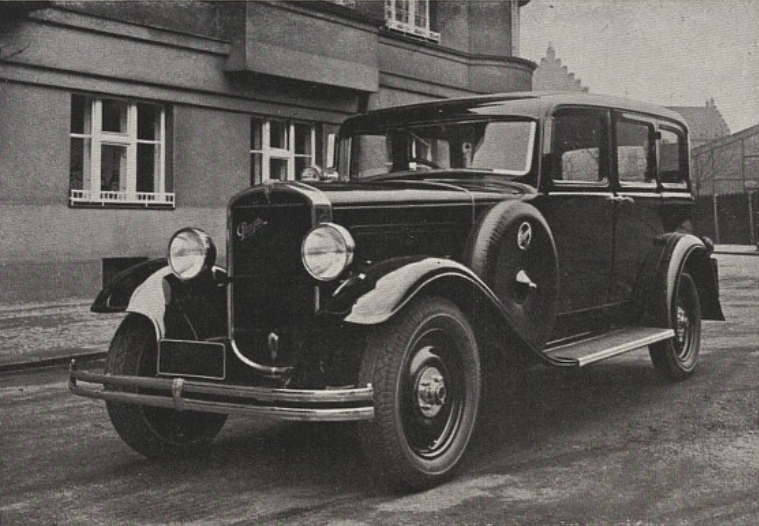
1933.